# Tim Timebomb
 (mars 2019).
Si vous disposez d'ouvrages ou d'articles de référence ou si vous connaissez des sites web de qualité traitant du thème abordé ici, merci de compléter l'article en donnant les références utiles à sa vérifiabilité et en les liant à la section « Notes et références ».
Tim Timebomb est un projet musical de Tim Armstrong, plus connu en tant que membre du groupe punk rock Rancid.
Armstrong a enregistré un grand nombre de chansons - un mélange de reprises, y compris des reprises de Rancid, et des chansons originales, y compris certaines pistes de son projet de film musical RocknNRoll Theatre - avec divers musiciens. 
Une sélection des pistes a d'abord été publiée sous forme d'album téléchargeable, Tim Timebomb Sings Songs from RocknNRoll Theatre. Il s'agit de chansons originales présentées dans la série de films musicaux d'Armstrong RockNRoll Theatre.  À compter du 29 octobre 2012, une série de singles numériques ont également été lancées quotidiennement. Ces singles sont initialement publiés sur YouTube, avec une chanson par jour à partir du 29 octobre 2012, puis disponibles au téléchargement sur iTunes. À ce jour[évasif], tous les morceaux de l'album RockNRollTheatre ont également été inclus dans la série de singles, à l'exception du morceau Let's Fuck,,. 

## Albums

### Tim Timebomb Sings RocknRoll Theatre
L'album contient des versions de chansons de la série de films RockNRoll Theatre, produite par Armstrong. 13 des 14 pistes ont également été publiées en tant que singles numériques. 
Armstrong chante les voix principales sur toutes les chansons, contrairement aux versions des films interprétées par les acteurs, notamment Lars Frederiksen et Davey Havok. 

### Pirates Press Records Releases 2013-2014
- 7 singles 
  - She's Drunk All The Time / Tulare
  - 30 Pieces of Silver / Ooh La La
  - Change That Songs Mr. DJ / Guardian Angel

Trois collections de 12 chansons de singles ci-dessous sont sorties en lots sur CD et vinyle/

### High Noon In A Dark Blue Sea
1. Honor Is All We Know
2. Change That Song Mr. DJ
3. She Goes To Finos
4. Do What You Want
5. I Wanna Get Rid Of You
6. Children's Bread
7. 'In The City
8. Television
9. Oh No
10. No Reverence
11. Guardian Angel
12. Cupid Aims

### Winding Far Down
1. 30 Pieces Of Silver
2. Let's Do Rocksteady
3. To Much Pressure
4. Summer of '69
5. Concrete Jungle
6. Lip Up Fatty
7. Working
8. Ohh La La
9. This Time We Got It Right
10. Just For Tonight
11. Ruby Soho
12. Saturday Night At The Movies

### Special Lunacy
1. She's Drunk All The Time
2. Chill's And Fever
3. Rock This Joint
4. Till The Well Runs Dry
5. Jim Dandy
6. Yes Sir
7. I'm Movin 'On
8. My Buckets Got A Hole In It
9. Adalida
10. Thanks A Lot
11. I'm Going Down
12. Blue Skies

## Singles
| Titre                                                      | Artiste original/ Notes                     | Compositeur(s)                                                                 | Date               | Durée |
| ---------------------------------------------------------- | ------------------------------------------- | ------------------------------------------------------------------------------ | ------------------ | ----- |
| Honor Is All We Know                                       |                                             | Tim Armstrong                                                                  | 29 octobre 2012    | 2:17  |
| Adalida                                                    | George Strait                               | Mike Geiger, Woody Mullis, Michael Huffman                                     | 30 octobre 2012    | 3:36  |
| Guardian Angel                                             | –                                           | Tim Armstrong                                                                  | 31 octobre 2012    | 2:21  |
| Coming to Your Rescue                                      | The Triumphs                                | C. Thomas                                                                      | 1er novembre 2012  | 2:41  |
| American Without Tears                                     | Elvis Costello                              | Elvis Costello                                                                 | 2 novembre 2012    | 4:50  |
| She's Drunk All the Time                                   |                                             | Tim Armstrong and Kevin Bivona                                                 | 3 novembre 2012    | 2:55  |
| I'm Movin' On                                              | Hank Snow                                   | Hank Snow                                                                      | 4 novembre 2012    | 2:39  |
| This Time We Got It Right                                  | –                                           | Tim Armstrong                                                                  | 5 novembre 2012    | 2:55  |
| Ooh La La                                                  | The Faces                                   | Ronnie Lane and Ronnie Wood                                                    | 6 novembre 2012    | 3:35  |
| Just for Tonight                                           | -                                           | Tim Armstrong                                                                  | 7 novembre 2012    | 3:01  |
| Concrete Jungle                                            | The Specials                                | Roddy Radiation                                                                | 8 novembre 2012    | 3:21  |
| Change That Song Mr DJ                                     | -                                           | Tim Armstrong                                                                  | 9 novembre 2012    | 2:05  |
| Saturday Night at the Movies                               | The Drifters                                | Barry Mann & Cynthia Weil                                                      | 10 novembre 2012   | 2:54  |
| It's Quite Alright                                         | Rancid                                      | Tim Armstrong                                                                  | 11 novembre 2012   | 1:47  |
| Runnin Outta Time                                          | -                                           | Tim Armstrong                                                                  | 12 novembre 2012   | 1:40  |
| Night Owl                                                  | Tony Allen                                  | Tony Allen                                                                     | 13 novembre 2012   | 3:23  |
| Poison                                                     | Rancid                                      | Tim Armstrong                                                                  | 14 novembre 2012   | 1:20  |
| Everything I Need                                          | -                                           | Tim Armstrong                                                                  | 15 novembre 2012   | 2:11  |
| Trouble                                                    |                                             | Tim Armstrong, Pink                                                            | 16 novembre 2012   | 3:17  |
| Swallow My Pride                                           | Ramones                                     | Dee Dee Ramone                                                                 | 17 novembre 2012   | 2:35  |
| Heaven Only Knows                                          | The Shangri-Las                             | Ellie Greenwich Jeff Barry                                                     | 18 novembre 2012   | 1:51  |
| Let's Do Rocksteady                                        | The Bodysnatchers                           | The Bodysnatchers                                                              | 19 novembre 2012   | 2:59  |
| Choo Choo Ch'Boogie                                        | Louis Jordan & His Tympany Five             | Denver Darling, Vaughn Horton, Milt Gabler                                     | 20 novembre 2012   | 2:48  |
| Buckets of Rain                                            | Bob Dylan                                   | Bob Dylan                                                                      | 21 novembre 2012   | 3:07  |
| I'm Goin' Down                                             | Bruce Springsteen                           | Bruce Springsteen                                                              | 22 novembre 2012   | 3:59  |
| Sixteen Tons                                               | Merle Travis                                | Merle Travis                                                                   | 23 novembre 2012   | 2:24  |
| Thirty Pieces of Silver                                    | Prince Buster                               | Prince Buster                                                                  | 24 novembre 2012   | 2:39  |
| Skeleton Crew                                              | -                                           | Tim Armstrong                                                                  | 25 novembre 2012   | 2:03  |
| Bad Luck                                                   | Social Distortion                           | Mike Ness                                                                      | 26 novembre 2012   | 4:33  |
| Lip Up Fatty                                               | Bad Manners                                 | Bad Manners                                                                    | 27 novembre 2012   | 2:51  |
| Too Much Pressure                                          | The Selecter                                | Neol Davies                                                                    | 28 novembre 2012   | 3:17  |
| Rocket 88                                                  | Jackie Brentson and his Delta Cats          | Ike Turner                                                                     | 29 novembre 2012   | 2:50  |
| Oh Lonesome Me                                             | Don Gibson                                  | Don Gibson                                                                     | 30 novembre 2012   | 2:08  |
| Save It For Later                                          | The Beat                                    | The Beat                                                                       | 1er décembre 2012  | 3:19  |
| Cuz I Ain't Gone Yet                                       |                                             | Tim Armstrong                                                                  | 2 décembre 2012    | 3:29  |
| We Did Alright                                             | -                                           | Tim Armstrong                                                                  | 3 décembre 2012    | 2:16  |
| If Teardrops Were Pennies                                  | Carl Butler                                 | Carl Butler                                                                    | 4 décembre 2012    | 2:01  |
| Chasing the Night                                          | The Ramones                                 | Ramones                                                                        | 5 décembre 2012    | 3:05  |
| My Bucket's Got a Hole In It                               | traditionnel                                | traditionnel                                                                   | 6 décembre 2012    | 2:07  |
| Oh Hollywood                                               | -                                           | Tim Armstrong                                                                  | 7 décembre 2012    | 3:16  |
| Indestructible                                             | Rancid                                      | Tim Armstrong                                                                  | 8 décembre 2012    | 2:01  |
| The Letter                                                 | The Box Tops                                | Wayne Carson Thompson                                                          | 9 décembre 2012    | 2:12  |
| Adina                                                      | Rancid                                      | Tim Armstrong & Matt Freeman                                                   | 10 décembre 2012   | 2:14  |
| Harry Bridges                                              | Rancid                                      | Tim Armstrong                                                                  | 11 décembre 2012   | 2:58  |
| Bridge of Gold                                             | Devils Brigade                              | Matt Freeman, Tim Armstrong                                                    | 12 décembre 2012   | 2:51  |
| Different                                                  | Ximena Sariñana                             | Tim Armstrong                                                                  | 13 décembre 2012   | 3:41  |
| Thanks a Lot                                               | Eddie Miller                                | Eddie Miller and Don Sessions                                                  | 14 décembre 2012   | 2:37  |
| Up to No Good                                              | Rancid                                      | Tim Armstrong                                                                  | 15 décembre 2012   | 3:04  |
| Dark as a Dungeon                                          | Merle Travis                                | Merle Travis                                                                   | 16 décembre 2012   | 2:23  |
| Wrongful Suspicion                                         | Rancid                                      | Tim Armstrong                                                                  | 17 décembre 2012   | 3:33  |
| Honkytonk Hardwood Floor                                   | Tex Atchison                                | Tex Atchison, Scotty Harrell, and Eddie Hazelwood                              | 18 décembre 2012   | 2:30  |
| That's Just the Way It Is Now                              | Rancid                                      | Tim Armstrong                                                                  | 19 décembre 2012   | 2:35  |
| She Goes to Finos                                          | Toy Dolls                                   | Michael Algar                                                                  | 20 décembre 2012   | 2:46  |
| I Wanna Wanna Wanna Wanna Wanna Wanna Wanna Get Rid of You | Psychotic Pineapple                         | A.Carlin, J.Seabury                                                            | 21 décembre 2012   | 2:05  |
| You're a Mean One Mr. Grinch                               | Thurl Ravenscroft                           | Albert Hague and Dr. Seuss                                                     | 22 décembre 2012   | 2:58  |
| I'm Real                                                   |                                             | Tim Armstrong                                                                  | 23 décembre 2012   | 2:20  |
| Do You Wanna Dance?                                        | Bobby Freeman                               | Bobby Freeman                                                                  | 24 décembre 2012   | 2:26  |
| Drivin'                                                    | Pearl Harbor and the Explosions             | Pearl E. Gates, Peter Built, John Stench, Hilary Stench                        | 25 décembre 2012   | 3:28  |
| No More Living                                             | –                                           | Tim Armstrong                                                                  | 26 décembre 2012   | 2:48  |
| King of the Jungle                                         | The Last Resort                             | Roi Pearce                                                                     | 27 décembre 2012   | 3:39  |
| Lodi                                                       | Creedence Clearwater Revival                | John Fogerty                                                                   | 28 décembre 2012   | 3:17  |
| Na Na Na                                                   |                                             | Tim Armstrong                                                                  | 29 décembre 2012   | 3:08  |
| Cupid Aims                                                 |                                             | Tim Armstrong                                                                  | 30 décembre 2012   | 1:45  |
| No Reverence                                               | –                                           | Tim Armstrong                                                                  | 31 décembre 2012   | 2:25  |
| Misconceptions of Hell                                     | –                                           | Tim Armstrong                                                                  | 1er janvier 2013   | 3:02  |
| Safety Pin Stuck In My Heart                               | Patrik Fitzgerald                           | Patrik Fitzgerald                                                              | 2 janvier 2013     | 2:36  |
| Family                                                     |                                             | Tim Armstrong & The Interrupters                                               | 3 janvier 2013     | 2:41  |
| Blueprint                                                  | Fugazi                                      | Guy Picciotto                                                                  | 4 janvier 2013     | 4:03  |
| (Between the Two of Us) One of Us Has the Answer           |                                             | Tim Armstrong & Dave Berg                                                      | 5 janvier 2013     | 4:09  |
| Goin' Down That Road                                       | Ersel Hickey                                | Ersel Hickey                                                                   | 6 janvier 2013     | 1:47  |
| Ramblin' Man                                               | Hank Williams Sr.                           | Hank Williams Sr.                                                              | 7 janvier 2013     | 3:13  |
| Alcohol                                                    | Charged GBH                                 | Charged GBH                                                                    | 8 janvier 2013     | 2:33  |
| Disorder & Disarray                                        | Rancid                                      | Tim Armstrong                                                                  | 9 janvier 2013     | 2:04  |
| Battering Ram                                              | Rancid                                      | Tim Armstrong, Matt Freeman, Brett Reed                                        | 10 janvier 2013    | 3:15  |
| Cabin on the Hill                                          |                                             | Bolivar Lee Shook                                                              | 11 janvier 2013    | 2:32  |
| Texas Tornado                                              | The Sir Douglas Band                        | Doug Sahm                                                                      | 12 janvier 2013    | 2:57  |
| I'll Do It Every Time                                      | Johnny Horton                               | Johnny Horton                                                                  | 13 janvier 2013    | 2:23  |
| It's So Easy                                               | Buddy Holly                                 | Buddy Holly and Norman Petty                                                   | 14 janvier 2013    | 2:05  |
| I'm Not the Only One                                       | Rancid                                      | Tim Armstrong, Matt Freeman, Brett Reed                                        | 15 janvier 2013    | 2:48  |
| I'm Just Here to Get My Baby Out of Jail                   | Karl & Harty                                | Harty Taylor, Karl Davis                                                       | 16 janvier 2013    | 3:14  |
| Rich Girl                                                  | Hall & Oates                                | Daryl Hall                                                                     | 17 janvier 2013    | 2:24  |
| California Sun                                             | Joe Jones                                   | Henry Glover & Morris Levy                                                     | 18 janvier 2013    | 2:03  |
| Into Action                                                |                                             | Tim Armstrong                                                                  | 19 janvier 2013    | 3:36  |
| Children's Bread                                           | Jimmy Cliff                                 | Tim Armstrong & Jimmy Cliff                                                    | 20 janvier 2013    | 3:31  |
| Crawdad Hole                                               | traditionnel                                | traditionnel                                                                   | 21 janvier 2013    | 3:11  |
| Oh No                                                      |                                             | Tim Armstrong                                                                  | 22 janvier 2013    | 3:02  |
| Humble Neighbourhoods                                      | Pink                                        | Tim Armstrong & Pink                                                           | 23 janvier 2013    | 3:37  |
| Roots Radicals                                             | Rancid                                      | Tim Armstrong                                                                  | 24 janvier 2013    | 2:54  |
| Squeeze Box                                                | The Who                                     | Pete Townshend                                                                 | 25 janvier 2013    | 2:41  |
| High Roller                                                | Joe Walsh                                   | Tim Armstrong                                                                  | 26 janvier 2013    | 3:13  |
| Walking in the Rain                                        | Flash And The Pan                           | Harry Vanda and George Young                                                   | 27 janvier 2013    | 3:11  |
| The Times They Are A-Changin'                              | Bob Dylan                                   | Bob Dylan                                                                      | 28 janvier 2013    | 3:13  |
| Life's for Livin'                                          |                                             | Tim Armstrong                                                                  | 29 janvier 2013    | 2:47  |
| 80,000 Miles of Wire                                       |                                             | Tim Armstrong                                                                  | 30 janvier 2013    | 1:53  |
| In the City                                                | The Jam                                     | Paul Weller                                                                    | 31 janvier 2013    | 2:21  |
| When It's Springtime in Alaska (It's 40 Below)             | Johnny Horton                               | Johnny Horton and Tillman Franks                                               | 1er février 2013   | 3:02  |
| Abilene                                                    | George Hamilton IV                          | John David Loudermilk and Bob Gibson                                           | 2 février 2013     | 2:15  |
| Bye Bye Love                                               | The Everly Brothers                         | Felice and Boudleaux Bryant                                                    | 3 février 2013     | 2:21  |
| Please Give Me Something                                   | Bill Allen and the Back Beats               | B. Feli & J. Feli                                                              | 4 février 2013     | 2:41  |
| Django                                                     | Rancid                                      | Tim Armstrong                                                                  | 5 février 2013     | 3:41  |
| If the Kids Are United                                     | Sham 69                                     | Jimmy Pursey and Dave Guy Parsons                                              | 6 février 2013     | 2:42  |
| Working                                                    | Cock Sparrer                                | Cock Sparrer                                                                   | 7 février 2013     | 2:44  |
| Bob                                                        | NOFX                                        | Mike Burkett                                                                   | 8 février 2013     | 2:01  |
| If I Had Me a Woman                                        | Mac Curtis                                  | Jim Shell                                                                      | 9 février 2013     | 2:26  |
| It Rains, Rain                                             | Glen Glenn                                  | Pete Stamper                                                                   | 10 février 2013    | 2:36  |
| From Bad to Worse                                          | The Ethiopians                              | Leonard Dillon                                                                 | 11 février 2013    | 2:23  |
| Summer of 69'                                              | Bryan Adams                                 | Bryan Adams and Jim Vallance                                                   | 12 février 2013    | 3:21  |
| Saturday Night's Alright for Fighting                      | Elton John                                  | Elton John and Bernie Taupin                                                   | 13 février 2013    | 3:43  |
| Precious Time                                              | Van Morrison                                | Van Morrison                                                                   | 14 février 2013    | 2:26  |
| Stuck in the Middle with You                               | Stealers Wheel                              | Gerry Rafferty and Joe Egan                                                    | 15 février 2013    | 3:11  |
| Television                                                 | Bad Religion                                | Brett Gurewitz and Johnette Napolitano                                         | 16 février 2013    | 2:11  |
| Just Another Town                                          | Hank Williams Jr.                           | Hank Williams Jr.                                                              | 17 février 2013    | 2:24  |
| Alone With You                                             | Faron Young                                 | Faron Young, Lester Vanadore, Roy Drusky                                       | 18 février 2013    | 2:01  |
| Little Rude Girl                                           | Rancid, Lars Frederiksen and the Bastards   | Tim Armstrong and Lars Frederiksen                                             | 19 février 2013    | 1:47  |
| Little Sadie                                               | traditionnel                                | traditionnel                                                                   | 20 février 2013    | 2:09  |
| Let My Love Open the Door                                  | Pete Townshend                              | Pete Townshend                                                                 | 21 février 2013    | 2:51  |
| Brown Eyed Girl                                            | Van Morrison                                | Van Morrison                                                                   | 22 février 2013    | 3:12  |
| Guitar Polka                                               | Rosalie Allen                               | Chet Atkins and Rosalie Allen                                                  | 23 février 2013    | 2:25  |
| Hard Travelin'                                             | Woody Guthrie                               | Woody Guthrie                                                                  | 24 février 2013    | 2:48  |
| Protest Song                                               |                                             | Tim Armstrong                                                                  | 25 février 2013    | 3:10  |
| Gentleman of the Road                                      | Devils Brigade                              | Tim Armstrong and Matt Freeman                                                 | 26 février 2013    | 3:01  |
| Ain't No Good Time                                         |                                             | Tim Armstrong and Dash Hutton                                                  | 27 février 2013    | 3:14  |
| Do What You Want, Do What You Can                          |                                             | Tim Armstrong and Dash Hutton                                                  | 28 février 2013    | 2:42  |
| Turntable                                                  | Rancid                                      | Tim Armstrong                                                                  | 1er mars 2013      | 2:29  |
| Love is a Many Splendored Thing                            | AFI                                         | AFI                                                                            | 2 mars 2013        | 1:38  |
| Rocks Off                                                  | The Rolling Stones                          | Mick Jagger and Keith Richards                                                 | 3 mars 2013        | 3:27  |
| Black Derby Jacket                                         | Rancid                                      | Tim Armstrong                                                                  | 4 mars 2013        | 3:16  |
| Abilene                                                    | Waylon Jennings                             | Bob Gibson and John D. Loudermilk                                              | 5 mars 2013        | 2:05  |
| No More Glow in the Moon                                   | Charlie Feathers                            | Charlie Feathers, Stan Kesler, and Johnny Bernero                              | 5 mars 2013        | 2:02  |
| Dope Sick Girl                                             | Rancid                                      | Tim Armstrong                                                                  | 6 mars 2013        | 2:18  |
| Oklahoma Hills                                             | Woody Guthrie                               | Woody Guthrie                                                                  | 7 mars 2013        | 2:47  |
| Wild About You Baby                                        | Elmore James                                | Elmore James                                                                   | 8 mars 2013        | 3:20  |
| Sittin' and Thinkin'                                       | Charlie Rich                                | Charlie Rich                                                                   | 9 mars 2013        | 3:09  |
| Smoke Along the Track                                      | Stonewall Jackson                           | Alan Rose                                                                      | 10 mars 2013       | 3:10  |
| Don't Waste Your Tears Over Me                             | Bill Neely                                  | Bill Neely                                                                     | 11 mars 2013       | 2:17  |
| Olympia, WA                                                | Rancid                                      | Tim Armstrong                                                                  | 12 mars 2013       | 3:47  |
| The 11th Hour                                              | Rancid                                      | Tim Armstrong                                                                  | 13 mars 2013       | 3:15  |
| (Sittin' On) The Dock of the Bay                           | Otis Redding                                | Steve Cropper and Otis Redding                                                 | 14 mars 2013       | 2:45  |
| To Have and to Have Not                                    | Billy Bragg                                 | Billy Bragg                                                                    | 15 mars 2013       | 2:31  |
| Rock the Joint                                             | Jimmy Preston                               |                                                                                | 16 mars 2013       | 2:40  |
| Crazy Man, Crazy                                           | Bill Haley and His Comets                   | Bill Haley and Marshall Lytle                                                  | 17 mars 2013       | 2:41  |
| Rockin' With the Clock                                     | Shirley and Lee                             | Leonard Lee and Eddie Mesner                                                   | 18 mars 2013       | 2:41  |
| Nothin' Shakin' But the Leaves On the Trees                | Eddie Fontaine                              | Eddie Fontaine, Cirino Colacari, Diane Lampert, and Johnny Gluck               | 19 mars 2013       | 3:10  |
| Go Lil' Camaro Go                                          | Ramones                                     | Dee Dee Ramone                                                                 | 20 mars 2013       | 2:11  |
| Arrested in Shanghai                                       | Rancid                                      | Tim Armstrong and Lars Frederiksen                                             | 21 mars 2013       | 3:41  |
| Not to Regret                                              | Rancid                                      | Tim Armstrong                                                                  | 22 mars 2013       | 2:41  |
| Let Me Go                                                  | Rancid                                      | Tim Armstrong                                                                  | 23 mars 2013       | 3:01  |
| GGF                                                        | Rancid                                      | Tim Armstrong                                                                  | 24 mars 2013       | 4:21  |
| Tulare                                                     |                                             | Tim Armstrong                                                                  | 25 mars 2013       | 2:29  |
| Jim Dandy                                                  | Lavern Baker & the Gliders                  | Lincoln Chase                                                                  | 26 mars 2013       | 4:21  |
| On the Banks of the Old Ohio                               | traditionnel                                | traditionnel                                                                   | 27 mars 2013       | 4:27  |
| Long Black Veil                                            | Lefty Frizzell                              | Marijohn Wilkin and Danny Dill                                                 | 28 mars 2013       | 3:12  |
| I Hold Your Hand in Mine                                   | Tom Lehrer                                  | Tom Lehrer                                                                     | 29 mars 2013       | 1:46  |
| Poor Edward                                                | Tom Waits                                   | Tom Waits and Kathleen Brennan                                                 | 30 mars 2013       | 2:31  |
| Jockey Full of Bourbon                                     | Tom Waits                                   | Tom Waits                                                                      | 31 mars 2013       | 2:41  |
| Take Me Out to the Ball Game                               |                                             | Jack Norworth and Albert Von Tilzer                                            | 1er avril 2013     | 0:41  |
| Thirty Pieces of Version                                   |                                             | Prince Buster                                                                  | 2 avril 2013       | 2:40  |
| Version for Tonight                                        |                                             | Tim Armstrong                                                                  | 3 avril 2013       | 3:10  |
| This Time We Got Version                                   |                                             | Tim Armstrong                                                                  | 4 avril 2013       | 3:02  |
| Version Ain't Gone                                         |                                             | Tim Armstrong                                                                  | 5 avril 2013       | 3:41  |
| Version Roller                                             |                                             | Tim Armstrong                                                                  | 6 avril 2013       | 3:18  |
| She's Drunk Version                                        |                                             | Tim Armstrong and Kevin Bivona                                                 | 7 avril 2013       | 3:01  |
| Livin' Version                                             |                                             | Tim Armstrong                                                                  | 8 avril 2013       | 2:51  |
| Version Bread                                              |                                             | Tim Armstrong and Jimmy Cliff                                                  | 9 avril 2013       | 3:30  |
| Train 45                                                   | traditionnel                                | traditionnel                                                                   | 10 avril 2013      | 2:20  |
| Blue Skies                                                 |                                             | Irving Berlin                                                                  | 11 avril 2013      | 2:11  |
| Flying Saucer Rock 'N' Roll                                | Billy Lee Riley                             | Billy Lee Riley and Ray Scott                                                  | 12 avril 2013      | 2:01  |
| Some of These Days                                         | Shelton Brooks                              | Shelton Brooks                                                                 | 13 avril 2013      | 3:20  |
| Timebomb                                                   | Rancid                                      | Tim Armstrong, Lars Frederiksen, and Matt Freeman                              | 14 avril 2013      | 3:10  |
| St. James Infirmary                                        | traditionnel                                | traditionnel                                                                   | 15 avril 2013      | 2:17  |
| Sadie Queen of the Northern Soul                           |                                             | Tim Armstrong                                                                  | 16 avril 2013      | 2:51  |
| Sentenced to Hell                                          |                                             | Tim Armstrong                                                                  | 17 avril 2013      | 2:51  |
| Treacherous Retreats                                       |                                             | Tim Armstrong                                                                  | 18 avril 2013      | 1:40  |
| Trouble Version                                            | Tim Armstrong                               | Tim Armstrong and Pink                                                         | 19 avril 2013      | 3:20  |
| Skeleton Version                                           |                                             | Tim Armstrong                                                                  | 20 avril 2013      | 2:07  |
| Guardian Version                                           |                                             | Tim Armstrong                                                                  | 21 avril 2013      | 2:30  |
| Sittin' on Top of the World                                | traditionnel                                | traditionnel                                                                   | 22 avril 2013      | 2:31  |
| Gunshot                                                    | Rancid                                      | Tim Armstrong and Matt Freeman                                                 | 23 avril 2013      | 2:40  |
| St. Louis Blues                                            | W.C. Handy                                  | W.C. Handy                                                                     | 24 avril 2013      | 3:37  |
| Fort Worth Jail                                            | Dick Reinhart                               | The Bell Boys                                                                  | 25 avril 2013      | 4:03  |
| Dinah                                                      |                                             | Harry Akst, Joe Young, and Sam M. Lewis                                        | 26 avril 2013      | 2:51  |
| As Wicked                                                  | Rancid                                      | Tim Armstrong, Matt Freeman and Lars Frederiksen                               | 27 avril 2013      | 3:31  |
| Baby Let's Go to Mexico                                    | Drops of Joy                                | Jimmy Liggins                                                                  | 28 avril 2013      | 2:16  |
| Train Kept A-Rollin'                                       | Tiny Bradshaw                               | Tiny Bradshaw                                                                  | 29 avril 2013      | 2:18  |
| Learn to Say Fuck You                                      | Rancid                                      | Tim Armstrong                                                                  | 30 avril 2013      | 2:08  |
| That's What's Knockin' Me Out                              | Drops of Joy                                | Jimmy Liggins                                                                  | 1er mai 2013       | 2:16  |
| When the Jukebox Plays                                     | Eddie Bond                                  | Eddie Bond                                                                     | 2 mai 2013         | 2:30  |
| Yes Sir                                                    |                                             | Andy Razaf and Edgar Dowell                                                    | 3 mai 2013         | 3:21  |
| Hyena                                                      | Rancid                                      | Tim Armstrong and Matt Freeman                                                 | 4 mai 2013         | 3:36  |
| Antennas                                                   | Rancid                                      | Tim Armstrong                                                                  | 5 mai 2013         | 1:41  |
| Version Is All We Know                                     |                                             | Tim Armstrong                                                                  | 6 mai 2013         | 2:21  |
| Corazon De Oro                                             | Rancid                                      | Tim Armstrong                                                                  | 7 mai 2013         | 3:54  |
| Version What You Want                                      |                                             | Tim Armstrong                                                                  | 8 mai 2013         | 2:41  |
| All We Wanna Hear is Version                               |                                             | Tim Armstrong                                                                  | 9 mai 2013         | 2:08  |
| Everything Version                                         |                                             | Tim Armstrong                                                                  | 10 mai 2013        | 2:11  |
| Alright Version                                            | Rancid                                      | Tim Armstrong                                                                  | 11 mai 2013        | 2:20  |
| It's Quite Version                                         | Rancid                                      | Tim Armstrong                                                                  | 12 mai 2013        | 1:46  |
| Ruby Soho                                                  | Rancid                                      | Tim Armstrong                                                                  | 13 mai 2013        | 3:01  |
| Peace At Any Price                                         |                                             | Tim Armstrong                                                                  | 14 mai 2013        | 2:16  |
| Marked for Death                                           |                                             | Tim Armstrong                                                                  | 15 mai 2013        | 2:21  |
| Till the Well Runs Dry                                     | Wynona Carr                                 | Wynona Carr                                                                    | 16 mai 2013        | 2:16  |
| You Nearly Lose Your Mind                                  | Ernest Tubb                                 | Ernest Tubb                                                                    | 17 mai 2013        | 2:21  |
| Detroit                                                    | Rancid                                      | Tim Armstrong and Matt Freeman                                                 | 18 mai 2013        | 3:31  |
| St. Mary                                                   | Rancid                                      | Tim Armstrong and Matt Freeman                                                 | 19 mai 2013        | 2:26  |
| Daydreamin'                                                | Bud Deckleman                               | Bud Deckleman, Bill Cantrell, and Quinten Claunch                              | 20 mai 2013        | 3:11  |
| Rock Around the World                                      |                                             | Tim Armstrong                                                                  | 21 mai 2013        | 1:34  |
| Wake Up                                                    |                                             | Tim Armstrong                                                                  | 22 mai 2013        | 3:06  |
| Old Friend                                                 | Rancid                                      | Tim Armstrong, Lars Frederiksen and Matt Freeman                               | 23 mai 2013        | 3:41  |
| Version Ram                                                | Rancid                                      | Tim Armstrong and Matt Freeman                                                 | 24 mai 2013        | 3:17  |
| Unknown Version                                            |                                             | Tim Armstrong, Lars Frederiksen and Matt Freeman                               | 25 mai 2013        | 3:06  |
| Wicked Version                                             |                                             | Tim Armstrong, Matt Freeman and Lars Frederiksen                               | 26 mai 2013        | 3:31  |
| Star Spangled Version                                      |                                             | Francis Scott Key and John Stafford Smith                                      | 27 mai 2013        | 1:33  |
| Pointed in the Right Version                               |                                             | Tim Armstrong                                                                  | 28 mai 2013        | 1:41  |
| Lion's Share Version                                       | Rancid                                      | Tim Armstrong and Matt Freeman                                                 | 29 mai 2013        | 3:37  |
| Radicals Version                                           | Rancid                                      | Tim Armstrong, Matt Freeman and Lars Frederiksen                               | 30 mai 2013        | 2:54  |
| If the Music Ain't Loud                                    |                                             | Tim Armstrong, Reef The Lost Cauze, Kevin Bivona, Stress and Big Chris Hollosy | 31 mai 2013        | 3:09  |
| Sidekick                                                   | Rancid                                      | Tim Armstrong and Matt Freeman                                                 | 1er juin 2013      | 2:06  |
| You Can't Catch Me                                         | Chuck Berry                                 | Chuck Berry                                                                    | 2 juin 2013        | 3:09  |
| Stay True                                                  |                                             | Tim Armstrong, Rich Quick, Kevin Bivona, Stress, Big Chris Hollosy             | 3 juin 2013        | 3:17  |
| Still Breaking the Law                                     |                                             | Tim Armstrong, One Gold Tooth, DJ Stress, Kevin Bivona, Chris Hollosy          | 4 juin 2013        | 3:51  |
| Action Version                                             |                                             | Tim Armstrong                                                                  | 5 juin 2013        | 3:38  |
| Version Mary                                               | Rancid                                      | Tim Armstrong, Matt Freeman and Lars Frederiksen                               | 6 juin 2013        | 2:21  |
| We Belong Remix                                            | Freddy Madball                              | Tim Armstrong, Freddy Madball, DJ Stress the Whiteboy                          | 7 juin 2013        | 2:58  |
| Radio                                                      | Rancid                                      | Tim Armstrong, Billie Joe Armstrong, Matt Freeman                              | 8 juin 2013        | 3:13  |
| East Bay Night                                             | Rancid                                      | Tim Armstrong et Matt Freeman                                                  | 9 juin 2013        | 2:21  |
| Salvation                                                  | Rancid                                      | Tim Armstrong et Matt Freeman                                                  | 10 juin 2013       | 1:58  |
| Journey to the End of the East Bay                         | Rancid                                      | Tim Armstrong, Lars Frederiksen et Matt Freeman                                | 11 juin 2013       | 3:11  |
| Fall Back Down                                             | Rancid                                      | Tim Armstrong et Lars Frederiksen                                              | 12 juin 2013       | 3:37  |
| Prisoners                                                  |                                             | Tim Armstrong, DJ Stress, Planetary and Crypt the Warchild                     | 13 juin 2013       | 3:05  |
| Answer Version                                             |                                             | Tim Armstrong et Dave Berg                                                     | 14 juin 2013       | 3:55  |
| Disorder Version                                           | Rancid                                      | Tim Armstrong, Matt Freeman et Lars Frederiksen                                | 15 juin 2013       | 2:06  |
| I'm Not the Only Version                                   | Rancid                                      | Tim Armstrong et Matt Freeman                                                  | 16 juin 2013       | 2:51  |
| Sick Version                                               | Rancid                                      | Tim Armstrong et Matt Freeman                                                  | 17 juin 2013       | 2:17  |
| City of Version                                            |                                             | Tim Armstrong                                                                  | 18 juin 2013       | 2:41  |
| Thug Motivation                                            |                                             | Side Effect, DJ Stress, Tim Armstrong                                          | 19 juin 2013       | 4:24  |
| The Devil is Loose Version                                 |                                             | Tim Armstrong                                                                  | 20 juin 2013       | 2:57  |
| Post War America                                           |                                             | Tim Armstrong                                                                  | 21 juin 2013       | 2:36  |
| Version Misconception                                      |                                             | Tim Armstrong                                                                  | 22 juin 2013       | 3:07  |
| Time Version                                               |                                             | Tim Armstrong                                                                  | 23 juin 2013       | 1:41  |
| The Sheik of Araby                                         |                                             | Harry B. Smith, Ted Snyder, Francis Wheeler                                    | 24 juin 2013       | 3:31  |
| Everybody's Singin' and Truckin'                           | The Modern Mountaineers                     | The Modern Mountaineers                                                        | 25 juin 2013       | 1:43  |
| Be There                                                   |                                             | Tim Armstrong                                                                  | 26 juin 2013       | 3:09  |
| Los Angeles is Burning                                     | Bad Religion                                | Brett Gurewitz                                                                 | 27 juin 2013       | 3:21  |
| Hang Out the Front Door Key                                | Benjamin Hapgood Burt                       | The Blue Sky Boys                                                              | 28 juin 2013       | 3:36  |
| Corazon Version                                            | Tim Armstrong                               |                                                                                | 29 juin 2013       | 3:54  |
| Turntable Version                                          | Tim Armstrong                               |                                                                                | 30 juin 2013       | 2:28  |
| Arrested Version                                           | Tim Armstrong et Lars Frederiksen           |                                                                                | 1er juillet 2013   | 3:48  |
| Step Down                                                  | Sick of it All                              | Sick of It All                                                                 | 2 juillet 2013     | 2:54  |
| Dance Dance Dance                                          | Pearl McKinnon & The Deltars and The Kodaks | Pearl & The Deltars                                                            | 3 juillet 2013     | 2:18  |
| If You See Mary Lee                                        | The Rainbows                                | The Rainbows                                                                   | 4 juillet 2013     | 2:42  |
| Chills and Fever                                           | B. Rakeo and B. Ness                        | Ronnie Love                                                                    | 5 juillet 2013     | 2:27  |
| Vigilante Version                                          | Tim Armstrong et Matt Freeman               |                                                                                | 6 juillet 2013     | 2:08  |
| Do You Wanna Dance Version                                 | Bobby Freeman                               |                                                                                | 7 juillet 2013     | 2:11  |
| I Wanna Be Sedated                                         | Joey Ramone                                 | The Ramones                                                                    | 8 juillet 2013     | 2:51  |
| Crawdad Hole Version                                       | Traditionnel                                |                                                                                | 9 juillet 2013     | 3:16  |
| What You Got Version                                       | Rancid                                      | Tim Armstrong et Matt Freeman                                                  | 10 juillet 2013    | 2:02  |
| Version Through My Heart                                   |                                             | Tim Armstrong et Matt Freeman                                                  | 11 juillet 2013    | 2:41  |
| Living In a Dangerous Land                                 |                                             | Tim Armstrong et Jesse Michaels                                                | 12 juillet 2013    | 2:41  |
| Choo Choo Version                                          |                                             | Vaughn Horton, Denver Darling et Milt Gabler                                   | 13 juillet 2013    | 2:53  |
| Version Days                                               |                                             | Shelton Brooks                                                                 | 14 juillet 2013    | 3:21  |
| Sadie's Version                                            |                                             | Tim Armstrong                                                                  | 15 juillet 2013    | 2:51  |
| It's a Lonely Trail                                        |                                             | Vaughn De Leath                                                                | 16 juillet 2013    | 2:37  |
| Clementina                                                 |                                             |                                                                                | 17 juillet 2013    | 2:50  |
| Journey Version                                            |                                             | Tim Armstrong, Lars Frederiksen, Matt Freeman                                  | 18 juillet 2013    | 3:11  |
| Don't You Lie to Me                                        |                                             | Fats Domino et Tampa Red aka Hudson Whitaker                                   | 19 juillet 2013    | 2:21  |
| She Goes to Finos Version                                  |                                             | Michael Algar                                                                  | 20 juillet 2013    | 2:48  |
| Alcohol Version                                            |                                             | Charged GBH                                                                    | 21 juillet 2013    | 2:41  |
| Back Down Back Up Version                                  |                                             | Tim Armstrong et Lars Frederiksen                                              | 22 juillet 2013    | 3:36  |
| Nihilism                                                   | Rancid                                      | Tim Armstrong et Matt Freeman                                                  | 23 juillet 2013    | 2:03  |
| I'm Moving On Version                                      |                                             | Hank Snow                                                                      | 24 juillet 2013    | 2:52  |
| Good Morning Heartache You're Like a Version               |                                             | Tim Armstrong, Lars Frederiksen, Matt Freeman                                  | 25 juillet 2013    | 3:48  |
| 80,000 Miles of Version                                    |                                             | Tim Armstrong                                                                  | 26 juillet 2013    | 1:58  |
| The Sentence                                               | Rancid                                      |                                                                                | 27 juillet 2013    | 1:51  |
| Version Break Up                                           |                                             | Tim Armstrong, Dash Hutton                                                     | 28 juillet 2013    | 3:22  |
| Black Derby Version                                        |                                             | Tim Armstrong                                                                  | 29 juillet 2013    | 3:16  |
| On a Night Like This                                       | Bob Dylan                                   | Bob Dylan                                                                      | 30 juillet 2013    | 3:11  |
| Everyday Gets Worse Version                                |                                             | Tim Armstrong                                                                  | 31 juillet 2013    | 2:23  |
| Brown Eyed Version                                         | Van Morrison                                | Van Morrison                                                                   | 1er août 2013      | 3:11  |
| In the City Version                                        | The Jam                                     | Paul Weller                                                                    | 2 août 2013        | 2:23  |
| Long Black Version                                         | Lefty Frizzell                              | Marijohn Wilkin and Danny Dill                                                 | 3 août 2013        | 3:10  |
| Swallow My Pride Version                                   | The Ramones                                 |                                                                                | 4 août 2013        | 2:41  |
| Saturday Night Version                                     |                                             | Barry Mann et Cynthia Weil                                                     | 5 août 2013        | 3:01  |
| In the Dew and Rain                                        | Errol Duke                                  | Errol Duke                                                                     | 6 août 2013        | 2:31  |
| Down the Road                                              | Neville Marcano                             | Neville Marcano                                                                | 7 août 2013        | 2:28  |
| Too Much Pressure Version                                  | The Selecter                                | Neol Davies                                                                    | 8 août 2013        | 3:22  |
| Lip Up Fatty Version                                       | Bad Manners                                 | Bad Manners                                                                    | 9 août 2013        | 2:51  |
| Rock This Joint Version                                    |                                             | Doc Bagby et Harry Fats Crafton                                                | 10 août 2013       | 2:41  |
| Flying Saucer Rock 'n' Roll Version                        |                                             | Billy Lee Riley et Ray Scott                                                   | 11 août 2013       | 1:58  |
| St. James Infirmary Version                                |                                             |                                                                                | 12 août 2013       | 2:21  |
| Blue Skies Version                                         |                                             | Irving Berlin                                                                  | 13 août 2013       | 2:11  |
| How Will I Know                                            | The Strands                                 | C.W. Burcham                                                                   | 14 août 2013       | 2:36  |
| Let's Do Rocksteady Version                                | The Bodysnatchers                           | The Bodysnatchers                                                              | 15 août 2013       | 2:58  |
| Be Yourself                                                | The Companions                              | W. Hamilton, L.C. Scott                                                        | 16 août 2013       | 2:12  |
| Ammerette                                                  | Benny Spellman                              |                                                                                | 17 août 2013       | 2:06  |
| Thrill Me                                                  | The Mello-Kings                             | Lewis Gensler                                                                  | 18 août 2013       | 2:37  |
| Going Down That Road Version                               | Ersel Hickey                                | Ersel Hickey                                                                   | 19 août 2013       | 1:49  |
| Cabin on the Hill Version                                  |                                             | Bolivar Lee Shook                                                              | 20 août 2013       | 2:36  |
| Dance Dance Dance Version                                  | Pearl McKinnon & The Deltars and The Kodaks | Pearl & The Deltars                                                            | 21 août 2013       | 2:21  |
| Chills and Fever Version                                   | B. Rakeo and B. Ness                        | Ronnie Love                                                                    | 22 août 2013       | 2:26  |
| Mary Lee Version                                           | The Rainbows                                | The Rainbows                                                                   | 23 août 2013       | 2:41  |
| That's What's Knockin Me Out Version                       | Drops of Joy                                | Jimmy Liggins                                                                  | 24 août 2013       | 2:16  |
| When the Jukebox Plays Version                             | Eddie Bond                                  | Eddie Bond                                                                     | 25 août 2013       | 2:32  |
| When I Got The Version                                     | Rancid                                      | Tim Armstrong, Billie Joe Armstrong, Matt Freeman                              | 26 août 2013       | 3:11  |
| East Bay Version                                           |                                             | Tim Armstrong et Matt Freeman                                                  | 27 août 2013       | 2:17  |
| Nihilism Version                                           |                                             | Tim Armstrong et Matt Freeman                                                  | 28 août 2013       | 2:03  |
| The Sentence Version                                       |                                             |                                                                                | 29 août 2013       | 1:52  |
| Be Yourself Version                                        |                                             | W. Hamilton et L.C. Scott                                                      | 30-Aug-2013        | 2:12  |
| Don't You Lie to Me Version                                |                                             | Fats Domino et Tampa Red                                                       | 31-Aug-2013        | 2:25  |
| Just Another Town Version                                  |                                             | Hank Williams Jr.                                                              | 1er septembre 2013 | 2:27  |
| Thanks a Lot Version                                       |                                             | Eddie Miller and John Sessions                                                 | 2 septembre 2013   | 2:41  |
| Fort Worth Jail Version                                    |                                             | Dick Reinhart                                                                  | 3 septembre 2013   | 4:04  |
| Let My Love Open the Door Version                          |                                             | Pete Townshend                                                                 | 4 septembre 2013   | 2:51  |
| Texas Tornado Version                                      |                                             | Doug Sahm                                                                      | 5 septembre 2013   | 3:02  |
| Dark As a Dungeon Version                                  |                                             | Merle Travis                                                                   | 6 septembre 2013   | 2:21  |
| Living in a Dangerous Land Version                         |                                             | Tim Armstrong et Jesse Michaels                                                | 7 septembre 2013   | 2:37  |
| Ammerette Version                                          |                                             | Benny Spellman                                                                 | 8 septembre 2013   | 2:07  |
| Jim Dandy Version                                          |                                             | Lincoln Chase                                                                  | 9 septembre 2013   | 2:46  |
| In the Dew and the Rain Version                            |                                             | Errol Duke                                                                     | 10 septembre 2013  | 2:31  |
| Baby Let's Go to Mexico Version                            |                                             | J.M. Perez et J.P. Perez                                                       | 11 septembre 2013  | 3:02  |
| Sitting on the Dock of the Bay Version                     |                                             | Steve Cropper et Otis Redding                                                  | 12 septembre 2013  | 2:51  |
| I Wanna Be Sedated Version                                 |                                             | Joey Ramone                                                                    | 13 septembre 2013  | 2:51  |
| To Have and to Have Not Version                            |                                             | Billy Bragg                                                                    | 14 septembre 2013  | 2:31  |
| On the Banks of the Old Ohio Version                       |                                             | traditionnel                                                                   | 15 septembre 2013  | 4:30  |
| How Will I Know Version                                    |                                             | C.W. Burcham                                                                   | 16 septembre 2013  | 2:59  |
| Let Me Go Version                                          |                                             | Tim Armstrong                                                                  | 17 septembre 2013  | 3:02  |
| Clementina Version                                         |                                             | traditionnel                                                                   | 18 septembre 2013  | 2:51  |
| Thrill Me Version                                          |                                             | R. Levister                                                                    | 19 septembre 2013  | 2:41  |
| I Hold Your Hand In Mine Version                           |                                             | Tom Lehrer                                                                     | 20 septembre 2013  | 1:44  |
| Adalida Version                                            |                                             |                                                                                | 21 septembre 2013  | 3:43  |
| Night Owl Version                                          |                                             |                                                                                | 22 septembre 2013  | 3:01  |
| It Rains Rain Version                                      |                                             | Pete Stamper                                                                   | 23 septembre 2013  | 2:41  |
| I'll Do It Every Time Version                              |                                             | Johnny Horton                                                                  | 24 septembre 2013  | 2:26  |
| King of the Jungle Version                                 |                                             | Roi Pearce et Arthur Kitchener                                                 | 25 septembre 2013  | 3:43  |
| Lodi Version                                               |                                             | John Fogerty                                                                   | 26 septembre 2013  | 3:21  |
| Bye Bye Love Version                                       |                                             | Boudleaux Bryant et Felice Bryant                                              | 27 septembre 2013  | 2:16  |
| Rockin' With the Clock Version                             |                                             | Leonard Lee et Eddie Mesner                                                    | 28 septembre 2013  | 2:42  |
| Nothin Shakin but the Leaves on the Trees Version          |                                             | Eddie Fontaine, Cirino Colacari, Diane Lampert et Johnny Gluck                 | 29 septembre 2013  | 3:15  |
| Protest Song Version                                       |                                             | Tim Armstrong                                                                  | 30 septembre 2013  | 3:11  |
| Stuck in the Middle With You Version                       |                                             | Gerry Rafferty et Joe Egan                                                     | 1er octobre 2013   | 3:31  |
| When It's Springtime in Alaska Version                     |                                             | Johnny Horton et Tillman Franks                                                | 2 octobre 2013     | 2:55  |
| Working Version                                            |                                             | Cock Sparrer                                                                   | 3 octobre 2013     | 2:48  |
| Buckets of Rain Version                                    |                                             |                                                                                | 4 octobre 2013     | 3:11  |
| 'Bob Version                                               |                                             | Fat Mike                                                                       | 5 octobre 2013     | 2:03  |
| Save it for Later Version                                  |                                             |                                                                                | 6 octobre 2013     | 3:26  |
| I'm Going Down Version                                     |                                             |                                                                                | 7 octobre 2013     | 3:35  |
| If the Kids Are United Version                             |                                             | Jimmy Pursey et Dave Guy Parsons                                               | 8 octobre 2013     | 2:48  |
| Abilene Version                                            |                                             | John David Loudermilk et Bob Gibson                                            | 9 octobre 2013     | 2:12  |
| Heaven Only Knows Version                                  |                                             |                                                                                | 10 octobre 2013    | 1:55  |
| Little Rude Girl Version                                   |                                             | Tim Armstrong et Lars Frederiksen                                              | 11 octobre 2013    | 1:47  |
| I'm Just Here to Get My Baby Out of Jail Version           |                                             | Harty Taylor et Karl Davis                                                     | 12 octobre 2013    | 3:12  |
| Saturday Night's Alright for Fighting Version              |                                             | Elton John et Bernie Taupin                                                    | 13 octobre 2013    | 3:51  |
| Precious Time Version                                      |                                             | Van Morrison                                                                   | 14 octobre 2013    | 2:31  |
| Hard Travelin' Version                                     |                                             | Woody Guthrie                                                                  | 15 octobre 2013    | 2:51  |
| From Bad to Worse Version                                  |                                             | Leonard Dillon                                                                 | 16 octobre 2013    | 2:34  |
| Gentleman of the Road Version                              |                                             | Tim Armstrong & Matt Freeman                                                   | 17 octobre 2013    | 3:05  |
| Crazy Man Crazy Version                                    |                                             |                                                                                | 18 octobre 2013    | 2:44  |
| It's So Easy Version                                       |                                             |                                                                                | 19 octobre 2013    | 2:11  |
| Ooh La La Version                                          |                                             |                                                                                | 20 octobre 2013    | 3:51  |
| Poison Version                                             |                                             |                                                                                | 21 octobre 2013    | 1:26  |
| Los Angeles Is Burning Version                             | Bad Religion                                | Brett Gurewitz                                                                 | 22 octobre 2013    | 3:21  |
| Little Sadie Version                                       |                                             |                                                                                | 23 octobre 2013    | 2:11  |
| Sittin' and Thinkin' Version                               |                                             |                                                                                | 24 octobre 2013    | 3:11  |
| Wild About You Baby Version                                |                                             |                                                                                | 25 octobre 2013    | 3:21  |
| Rocks Off Version                                          |                                             |                                                                                | 26 octobre 2013    | 3:29  |
| Go Lil Camaro Go Version                                   |                                             |                                                                                | 27 octobre 2013    | 2:15  |
| Down The Road Version                                      |                                             |                                                                                | 28 octobre 2013    | 2:31  |
| -                                                          |                                             |                                                                                |                    |       |

## Participants au projet
- Tim Armstrong : voix principale, guitare solo
- Lars Fredriksen : Guitare, Chœurs
- Matt Freeman : Basse, mandoline, chœurs
- Branden Steineckert : Batterie, chœurs
- Ryan Foltz : mandoline, percussions, mélodica, concertina, basse, percussions, cornes, chœurs
- Kevin Bivona : Guitare, Orgue Farfisa, Piano, Guitare rythmique, Glockenspiel, Orgue B3, Basse, Accordéon, Percussions, Mandoline, Mélodica, Clavier, Chœurs, Bâton Basse
- Travis Barker : Tambours
- Aimee Interrupter : Chœurs
- J Bonner : Basse, Orgue, Guitare, Piano
- Justin Bivona : Basse, Orgue B3, Piano, Chant de fond
- Jesse Bivona : Batterie, Percussions, Vocalistes, Guitare
- Ben Lythberg : Percussions
- Dan Boer : Orgue B3
- Pablo Calagero : Saxophone
- Tim Hutton : Basse
- Dash Hutton : Batteries & Percussions
- Jordis Unga : Sifflet, chœurs
- Mark Bush : Trompette
- Ruben Duranz : Trombone
- Robby Spengler : Saxophone Ténor
- Tommy King : Orgue B3
- John Morrical : Guitare, Piano, Chœurs
- Dave McKean : Batterie, Chœurs
- Doug McKean : Basse, guitare
- Austin walkin 'cane Charnanghat : Guitare, Dobro
- Justin Gorski : Clavier
- Liz Kelly : Chœurs
- James Doyle : Batterie
- Brett Simons : Basse
- Hunter Perrin : Guitare
- Jamie T : Chœurs
- Doug Livingston : Guitare à pédale en acier
- Craig Eastman : Violon
- James King : Saxophone, Flûte
- Jason Myers : Guitare
- Patrick Frenchie : Harmonica
- Mark Switzer : Banjo
- Becky Stark : Chœurs
- Chris Yohn : Violon
- Dave Brophy : Batterie
- Joe McMahon : Basse
- Rusty Scott : Piano
- Mike Mele : Guitare
- John Aruda : Saxophone
- Scott Aruda : Trompette
- Jeff Gallindo : Trombone
- Brandon Intelligator : Guitare à pédales en acier
- Scott Abels : Batterie
- Zack Meyerowitz : Trompette
- Nigel Yancey : Saxophone
- Korey Horn : Batterie
- Bevin Hamilton : Chœurs
- Beardo : Basse
- Tamir Barzilay : D rhums
- Darian Polach : Guitare
- Ted Russel Kamp : Basse
- Dani Llamas : Guitar, Vocals of Background
- Paco Loco : Guitare, Piano, Clavier
- Pakomoto : Basse
- Pablo Minor Boy : Guitare
- Salina Cano : Percussions
- Jason brise fraîche Castillo : Batterie
- Ruben Durazo : Trombone
- Robbie Spengler : Saxophone
- Rafa Camison : Batterie, Percussions
- Jeff Moran : Banjo, basse
- Patrick Morrison : Guitare, Guitare électrique
- Carlos Reynoso : Washboard, Guitare acoustique
- Dominique Rodriguez : Drum / Cymbal / Block
- Brandon Armstrong : Sousaphone
- Justin Rubenstein : Trombone
- Charles De Castro : Trompette
- Josh Kaufman : Clarinette, Piano
- Anders Mouridsen : Accordéon, Banjo, Guitare, Chant Gang, Dobro, Mandoline
- Kate Strand : Chant de fond
- Mike Bolger : Accordéon
- Zeke : Aboiements
- Sheena : Aboiements

## Artistes en tournée
- Tim Armstrong : voix principales, guitare principale
- Elvis Cortez : Guitare, Chant
- Kevin Bivona : Guitare, Orgue B3, Piano, Voix
- Justin Bivona : Basse, Chant
- Jesse Bivona : Batterie, Chant
- Mark Bush : Trompette, Vocals
- Ruben Durazo : Trombone, Voix